# Vinderød Sogn
Vinderød Sogn var et sogn i Frederiksværk Provsti (Helsingør Stift). Sognet blev 1. juli 2014 lagt sammen med Frederiksværk Sogn under navnet Frederiksværk-Vinderød Sogn.
I 1800-tallet var Vinderød Sogn anneks til Kregme Sogn. Begge sogne hørte til Strø Herred i Frederiksborg Amt. Kregme-Vinderød sognekommune blev ved kommunalreformen i 1970 indlemmet i Frederiksværk Kommune, der ved strukturreformen i 2007 indgik i Halsnæs Kommune.
I Vinderød Sogn ligger Vinderød Kirke. Den var også sognekirke for Frederiksværk, der blev handelsplads i 1850 og købstad i 1907. Byen fik først egen kirke i 1911.
I det tidligere Vinderød Sogn findes følgende autoriserede stednavne:
- Arrenakke (areal)
- Arresødal (bebyggelse, ejerlav)
- Karlsgave (bebyggelse)
- Karsemose (bebyggelse, ejerlav)
- Karsemose Overdrev (bebyggelse)
- På Sandet (areal)
- Vinderød (bebyggelse, ejerlav)
- Vinderød Enghave (bebyggelse)
- Vinderød Skov (bebyggelse)
- Ørkesholm (bebyggelse)
- Åsebro (bebyggelse)